# 草明
草明（1913年—2002年），女，原名吴绚文，广东顺德人，中华人民共和国作家，第二、三、四、五、六、七届全国政协委员。